# Londrina Esporte Clube
Maillots
Le Londrina Esporte Clube est un club brésilien de football basé à Londrina dans l'État du Paraná. Il s'agit de l'un des principaux clubs de l'État.

## Histoire
Le club est fondé à Londrina le 5 avril 1956 sous le nom de Londrina Futebol e Regatas. Celui-ci a fusionné avec le Paraná EC en 1969, créant le Londrina Esporte Clube. Les couleurs du club étaient temporairement rouges et blanches, mais ont été changées en bleu et blanc par le président Carlos Antônio Franchello lors de son deuxième mandat en 1972. L'un des plus grands succès du club sont les cinq titres de champion du Campeonato Paranaense en 1962, 1981, 1992, 2014 et 2021.
Le club a joué sept saisons en Championnat du Brésil de football, la première fois en 1963 et la dernière fois en 1982. Sa meilleure campagne était en 1977 où le club atteint la demi-finale du championnat.

## Stades
Après avoir un temps évolué dans le Stade Vitorino Gonçalves Dias, le club joue aujourd'hui ses matchs à domicile au Stade du Café.

## Palmarès
- Championnat du Brésil de Série B (1) :
  - Champion : 1980

- Championnat du Paraná (5) : 
  - Champion : 1962, 1981, 1992, 2014 et 2021

- Championnat du Paraná de Série B (1) : 
  - Champion : 2011